# أرموريكا

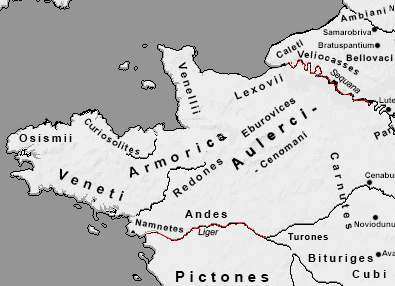
المنطقة الجغرافية الرومانية أرموريكا. تم تحديد نهر السين ونهر اللوار باللون الأحمر.

في العصور القديمة، كانت أرموريكا منطقة من بلاد الغال بين نهر السين ونهر لوار والتي تضم شبه جزيرة برطانية ، ومعظم نرمندية التاريخية.

## تأثيل
اسم أرموريكا هو مشتق لاتيني من الاسم الغالي Aremorica ، والتي تعني حرفيًا "المكان أمام البحر". يستخدم السلاف تشكيلًا مشابهًا، Po-mor-jane ("أولئك أمام البحر")، للإشارة إلى سكان بوميرانيا البولندية . 

## تاريخ

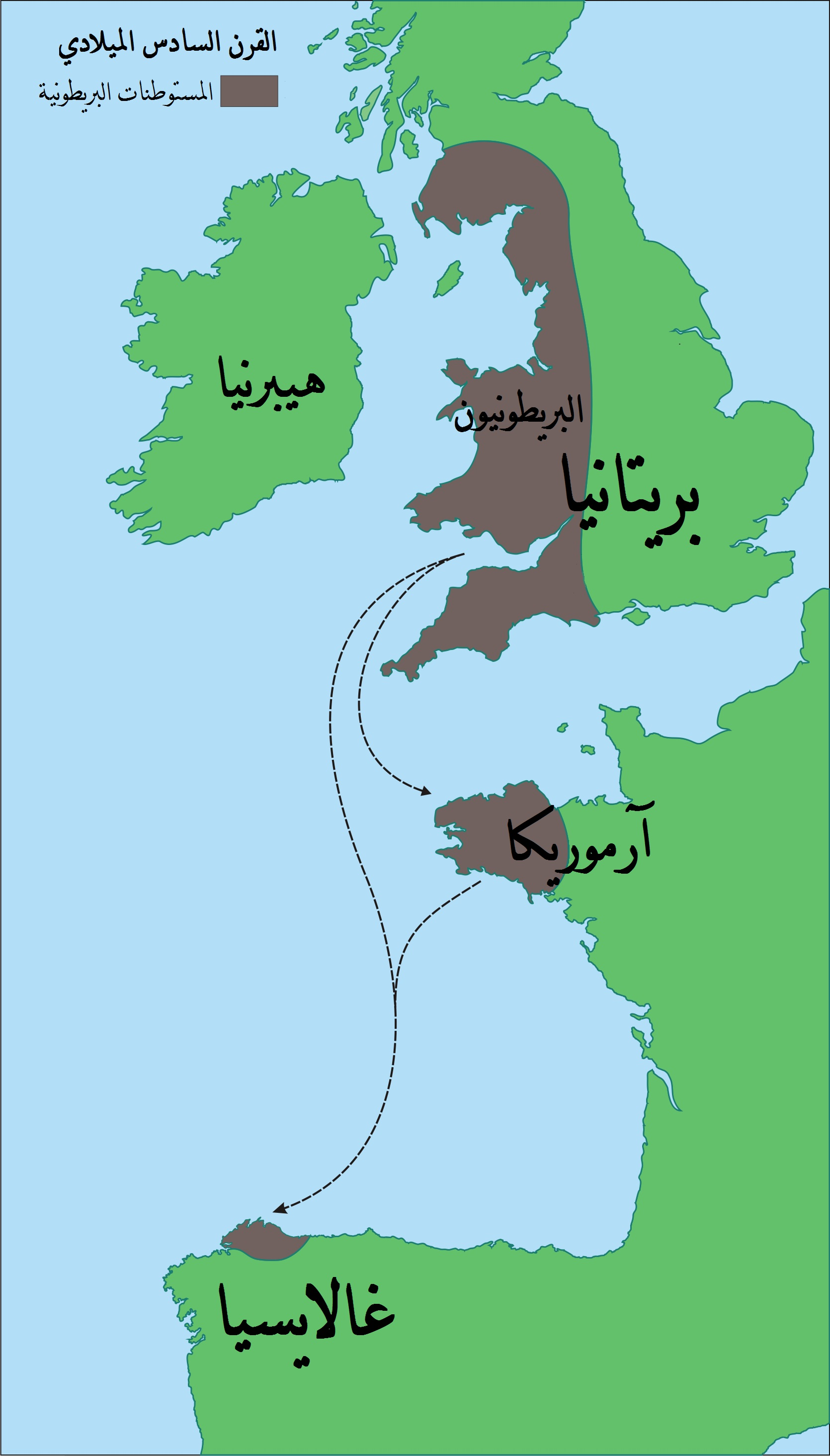
خريطة المستوطنات البرطانية في القرن السادس الميلادي، بما في ذلك ما أصبح بريتاني وبريتونيا (في إسبانيا).

يزعم بلينيوس الأكبر، في كتابه موسوعة التاريخ الطبيعي (4.17.105)، أن أرموريكا كان الاسم الأقدم لأقطانية، ويذكر أن الحدود الجنوبية لأرموريكا تمتد إلى جبال البرانس . مع الأخذ في الاعتبار الأصل الغالي للاسم، فهذا صحيح ومنطقي تمامًا، حيث أن كلمة Aremorica ليست اسم دولة بل كلمة تصف نوعًا من أنواع التضاريس الجغرافية، التي تقع بجانب البحر. يذكر بليني القبائل القلطية التي كانت تعيش في المنطقة
كانت التجارة بين بريطانيا وأرموريكا قائمة منذ فترة طويلة، وقد وصفها ديودور الصقلي وأشار إليها بلينيوس الأكبر. لأنه حتى بعد حملة بوبليوس كراسوس في عام 56 قبل الميلاد، استمرت المقاومة في أرموريكا ضد الحكم الروماني، وكانت لا تزال تحظى بدعم القلط الأرستقراطيين في بريطانيا. قاد يوليوس قيصر غزوتين لبريطانيا، في عام 54 ق م ومرة في عام 55 ق م ردًا على مقاومة الحكم الروماني. يقدم يوليوس قيصر بعض التلميحات عن الشبكة الثقافية المعقدة التي تربط بين بريطانيا وأرموريكا عندما وصف ديفيسياكوس من سويسيونيس بأنه "الحاكم الأقوى في بلاد الغال بأكملها، والذي كان يسيطر ليس فقط على مساحة كبيرة من هذه المنطقة ولكن أيضًا على بريطانيا" تظهر المواقع الأثرية على طول الساحل الجنوبي لـإنجلترا-ولا سيما في هينجيستبري هيد-،ارتباطًا مع أرموريكا في مضيق سولنت حتى أقصى الشرق. أتاح هذا الاتصال "ما قبل التاريخي" بين كورنوال وبرطانية المجال للارتباط الذي استمر حتى العصور الوسطى. ومع ذلك، في أقصى الشرق، كانت الاتصالات القارية النموذجية للساحل البريطاني مع وادي السين السفلي.

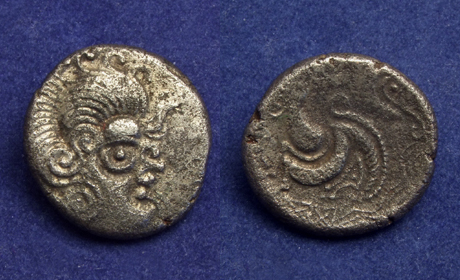
ستاتير قلطي مصنوع من سبيكة نقدية تم العثور عليها في أرموريكا

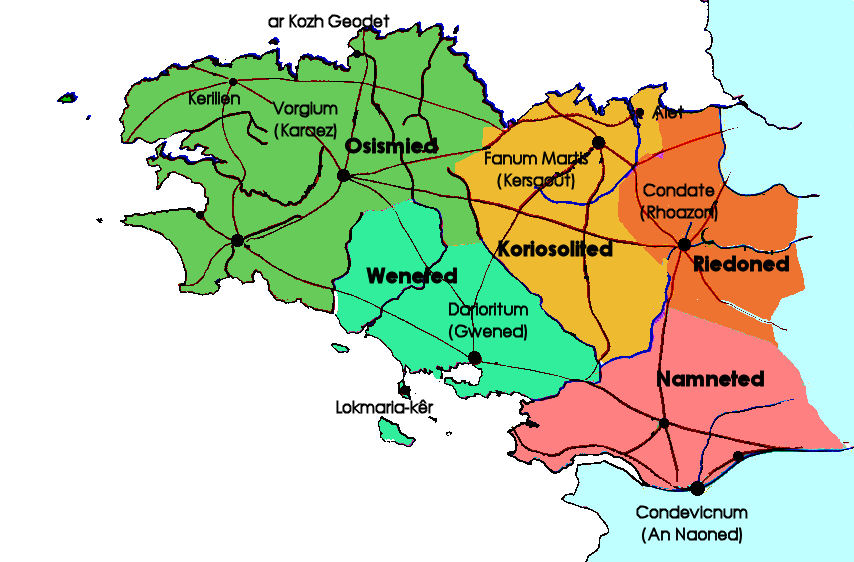
خريطة الشعب الغالي في برطانية الحديثة

حتى الآن لم يكتشف علماء الآثار معلومات كافية عن العملات المعدنية في فترة العصر الحديدي في أرموريكا.
في ظل حكم الإمبراطورية الرومانية ، كانت أرموريكا تدار كجزء من مقاطعة الغال ، التي كانت عاصمتها لوغدونوم ( ليون الحالية). عندما أعيد تنظيم المقاطعات الرومانية في القرن الرابع، تم وضع أرموريكا تحت الأقسام الثانية والثالثة من مقاطعة الغال الرومانية. بعد انسحاب الفيالق الرومان من بريطانيا (407 م) قامت النخبة المحلية هناك بطرد القضاة المدنيين في العام التالي، كما تمردت أرموريكا أيضًا في ثلاثينيات القرن الرابع ثم مرة أخرى بعد عشر سنوات، وطردت المسؤولين الحاكمين، كما فعل البريطون الرومان. في معركة سهول كاتالونيا عام 451، اصطدم التحالف الروماني بقيادة الجنرال فلافيوس أيتيوس والملك القوطي الغربي ثيودوريك الأول بعنف مع التحالف الهوني بقيادة الملك أتيلا الهوني . يذكر يوردانس أن حلفاء أيتيوس يشملون الأرموريكان وغيرهم من القبائل القلطية أو الجرمانية.
استوطن البريطون من جزيرة بريطانيا العظمى شبه جزيرة أرموريكا خلال الفترة غير الموثقة جيدًا من القرن الخامس حتى السابع الميلادي . حتى في بيزنطة البعيدة سمع بروكوبيوس القيسراني حكايات عن الهجرات إلى البر الرئيسي الفرنجي من الجزيرة، والتي كانت أسطورية إلى حد كبير بالنسبة له، وهي جزيرة بريتيا . وقد أكد هؤلاء المستوطنون، سواء كانوا لاجئين أم لا، على وجود مجموعاتهم المتماسكة من خلال تسمية المقاطعات الواقعة في أقصى الغرب، والتي تواجه المحيط الأطلسي، وهي أرموريكا، وكورنوال ودومنيونيا (" ديفون "). ترتبط هذه المستوطنات بزعماء مثل القديسين شمشون من دول وبول أوريليان ، من بين "القديسين المؤسسين" لبرطانية.

الأصول اللغوية للغة البرطونية واضحة: إنها لغة بريثونية تنحدر من اللغة البريطانية القلية ، مثل الويلزية والكورنية إحدى اللغات السلتية الجزرية ، التي جلبها هؤلاء البريطانيون المهاجرون. ومع ذلك، فإن التساؤلات حول العلاقات بين الثقافات السلتية في بريطانيا — الكورنية والويلزية — والبريتونية السلتية لا تزال بعيدة عن التسوية. يقترح مارتن هينج (2003) أنه في أرموريكا كما هو الحال في بريطانيا دون الرومانية:
كان هناك قدر لا بأس به من صياغة الهوية في عصر الهجرات . يعلم المؤرخون أن سكان " جوت "، ويبدو أن السكان البريطانيين في الأراضي الواقعة شرق دومنونيا (ديفون وكورنوال) قد انتهى بهم الأمر كـ "ساكسونيين غربيين". في غرب أرموريكا، كانت النخبة الصغيرة التي نجحت في فرض هوية على السكان بريطانية وليست "غالو رومانية" في الأصل، لذلك أصبحوا بريتونيين. ربما كانت العملية هي نفسها بشكل أساسي. " "
استوطن الفايكنج في شبه جزيرة كوتنتين ونهر السين السفلي حول مدينة روان (في فرنسا الحالية) في القرن التاسع وأوائل القرن العاشر، وبما أن هذه المناطق أصبحت تُعرف باسم نرمندية، فقد سقط اسم أرموريكا من الاستخدام في المنطقة. وبما أن غرب أرموريكا تطور بالفعل إلى برطانية ، فقد أعيد تشكيل الشرق من وجهة نظر الفرنجة باعتباره مسيرة بريتون تحت حكم مارغريف فرنكي.